# خيف أم ذيان
خيف أم ذيان قرية من قرى وادي الصفراء، تقع غرب المدينة المنورة بمسافة حوالي 120 كيلومتر، وتتبع إداريا محافظة بدر والواقعة غرب منطقة المدينة المنورة في السعودية.

## التاريخ
هو خيف قديم من خيوف وادي الصفراء. وإلى الغرب من خيف أم ذيان بـ(1) كيلآ تقريبا يلتقى وادي الصفراء بوادي طاشا ولاّب وهما من روافد وادي الصفراء الكبيرة يتحد معهما وتزداد قوته وتدفقه وكمية مياهه، بعد ذلك ينحرف وادي الصفراء إلى جهة الجنوب الغربي قليلا، تتوسطه بعض الكباري والجسور التي أقامتها وزارة المواصلات لحماية للطريق من أخطار سيوله، بالأضافه لأبار أوجدتها وزارة الكهرباء والمياه لتوفير مياه الشرب لساكني الوادي.